# Crystal Engine
Crystal Engine (také známý jako Foundation Engine nebo Gex 2 Engine) je herní engine vyvinutý společností Crystal Dynamics.[chybí lepší zdroj] Engine byl vytvořen již v roce 1997, původně vyvinut pro plošinovku Gex: Enter the Gecko. Následně byl v průběhu let změněn a modifikován a dostal jméno Crystal Engine.
Foundation Engine je silně modifikovanou verzí Crystal Enginu. Podle technické analýzy enginu použitého ve hře Rise of the Tomb Raider podporuje funkce jako TressFX (simulace vlasů), „realistické stínování pleti a vykreslování“ založené na zachycení pohybu, materiálové efekty, deformovatelný sníh a předběžná  vykreslení efektů založených na dynamice tekutin, jako je lavina.

## Hry

### Crystal Engine
- Gex: Enter the Gecko (1998) – PlayStation, Nintendo 64, PC
- Gex 3: Deep Cover Gecko (1999) – PlayStation, Nintendo 64, PC
- Akuji the Heartless (1998)
- Legacy of Kain: Soul Reaver (2000)
- Walt Disney World Magical Racing Tour (2000)
- Legacy of Kain: Soul Reaver 2 (2001)
- Tomb Raider: Legend (2006) – PlayStation 2, PlayStation 3, Xbox, Xbox 360, Nintendo DS, PC
- Tomb Raider: Anniversary (2007)
- Tomb Raider: Underworld (2008)
- Lara Croft and the Guardian of Light (2010)
- Deus Ex: Human Revolution (2011)
  - Deus Ex: Human Revolution – Director's Cut (2013)
- Tomb Raider (2013)

### Foundation Engine
Foundation byl použit pro vývoj následujících her:
- Lara Croft and the Temple of Osiris (2014)
- Rise of the Tomb Raider (2015)
- Shadow of the Tomb Raider (2018) – Xbox One, PlayStation 4, Microsoft Windows
- Marvel's Avengers (2020)